# Equipe barbadiana na Copa Davis
A equipe barbadiana na Copa Davis representa Barbados na Copa Davis, principal competição de tênis masculina por equipes do mundo. É administrada pela Barbados Tennis Association.